# Johann Karl (Pfalz-Gelnhausen)

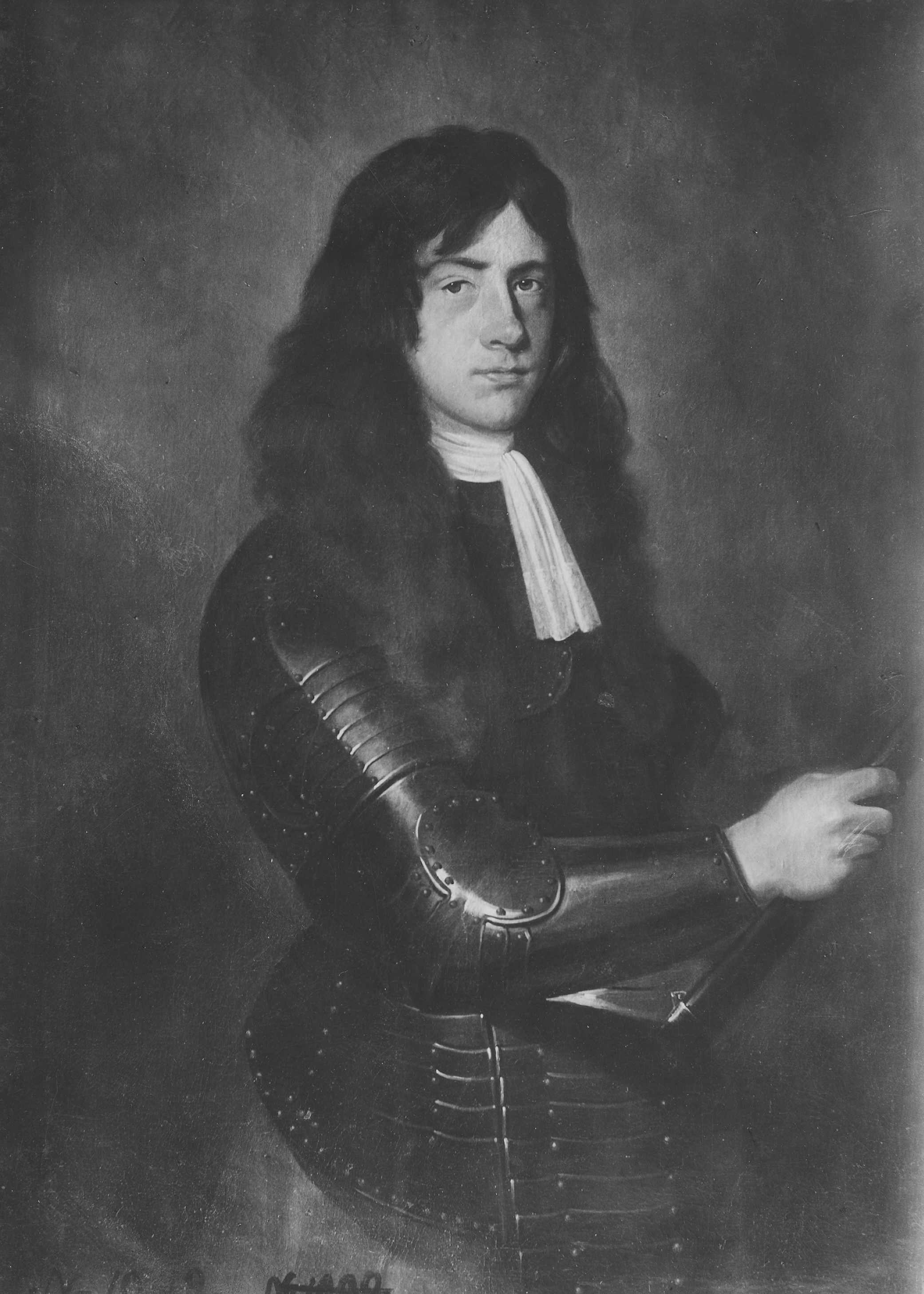
Johann Karl

Johann Karl von Pfalz-Gelnhausen (* 17. Oktober 1638 in Bischweiler; † 21. Februar 1704 in Gelnhausen) war Pfalzgraf bei Rhein, Herzog in Baiern, von Pfalz-Zweibrücken-Birkenfeld zu Gelnhausen, Graf zu Veldenz und zu Sponheim. Er ist der Stifter der Linie der Herzöge in Bayern.

## Leben
Johann Karl war der jüngste Sohn des Pfalzgrafen Christian I. von Zweibrücken-Birkenfeld-Bischweiler aus dessen Ehe mit Magdalena Katharina (1606–1648), Tochter des Pfalzgrafen und Herzogs Johann II. von Zweibrücken. Gemeinsam mit seinem älteren Bruder Christian, wurde er durch Philipp Jacob Spener ausgebildet und studierte später an der Universität Straßburg. Danach unternahmen die Brüder eine 5-jährige Kavalierstour, die sie unter anderem nach Frankreich, Holland, England, Schweden und in die Schweiz führte.
Als schwedischer Reiteroberst beteiligte er sich an der Seite seines entfernten Vetters Karl X. von Schweden am Krieg gegen Dänemark und kämpfte später gegen die Türken in Ungarn. In holländischen Diensten nahm er 1674 an der Schlacht bei Seneffe teil und erhielt den Rang eines ersten Heerführers. Danach verließ er den Militärdienst und zog sich nach Gelnhausen zurück. Dieses wurde ihm in Verträgen  mit seinem Bruder Christian 1681 und 1683 als Deputat überlassen. In Gelnhausen erwarb er den, mit Grundstücken und Gärten ausgestatteten, so genannten Fürstenhof.

## Ehen und Nachkommen
Johann Karl heiratete in erster Ehe 1685 in Weikersheim Sophie Amalie von Pfalz-Zweibrücken (* 15. Dezember 1646; † 20. November 1695), Tochter des Pfalzgrafen Herzogs Friedrich von Zweibrücken und Witwe des Grafen Siegfried von Hohenlohe-Weikersheim (* 28. August 1619; †  26. April 1684), mit der er eine Tochter hatte:
- Magdalene Juliane (* 21. Februar 1686; † 5. November 1720) ⚭ 1704 Herzog Joachim Friedrich von Schleswig-Holstein-Plön (1668–1722)

Nach dem Tod seiner ersten Frau heiratete er am 28. Juli 1696 morganatisch Esther-Maria von Witzleben (1665–1725), die Tochter des Freiherren Georg Friedrich von Witzleben zu Elgersburg. Er schloss mit seinem Bruder Christian einen Vertrag über die Erbfolge. Danach bemühte er sich, seine Frau zur Reichsgräfin zu erheben und so den Vertrag wieder aufzuheben, starb aber, bevor er sein Ziel erreichte. Seine Witwe klagte 1708 vor dem Reichshofrat. 1715 wurden ihr und ihren Kindern alle Privilegien eingeräumt, sodass die Erbreihe der späteren (1799) Herzöge in Bayern bestehen konnte. Das Paar hatte folgende Kinder:
- Friedrich Bernhard (1697–1739) ⚭ 1737 Prinzessin Ernestine Luise von Waldeck (1705–1782)
- Johann (1698–1780) ⚭ Wild- und Rheingräfin Sophie Charlotte von Salm-Dhaun (1719–1770)
- Charlotte Katharina (* 19. Dezember 1699; † 11. Mai 1785) ⚭ 1745 Fürst Friedrich Wilhelm zu Solms-Braunfels (1696–1761)
- Wilhelm (* 4. Januar 1701; † 25. Dezember 1760), ungarischer Feldmarschall, holländischer General der Kavallerie
- Sophie Marie (* 5. April 1702; † 13. November 1761) ⚭ 1722 Graf Heinrich XXV. Reuss zu Gera (1681–1748)